# 프렌치 커넥션 (기업)
프렌치 커넥션(French Connection)은 잉글랜드의 의류 기업이다.